# Dineutus impiger
Dineutus impiger là một loài bọ cánh cứng trong họ van Gyrinidae. Loài này được Guignot miêu tả khoa học năm 1947.